# Грузинизация
Грузинизация — комплекс мер, осуществляемых официальными властями СССР, направленных на грузинизацию жителей какой-либо территории, а также и сам процесс такой грузинизации — как в языковом, так и в культурно-религиозном плане. Как целенаправленная языковая и историографическая политика, грузинизация получила распространение в XX веке. В разных регионах грузинизация проходила по-разному и имела разные по глубине и продолжительности последствия.

## Методы грузинизации
К грузинизации в Большой Российской энциклопедии относят такие методы как:
- Перевод алфавитных основ национальных языков на грузинскую графику, в частности: абхазского (1937)[1] и осетинского (1938)[2] языков в ГССР.
- Заселение национальных автономий грузинскими переселенцами[1][3].

Также осуществлялись следующие меры:
- Распространение грузинского языка в сфере образования с одновременным запретом или ограничением использования других языков (к примеру, абхазского или осетинского) и прочими мерами, имевшими целью прекратить развитие и использование языков национальных меньшинств[4][5].
- Грузинизация имён и географических названий[5] (см. напр. армянонаселенное село Болниси, ранее называвшееся Болнис-Хачен).
- Распространение грузинского православия: крещение иноверцев, уния для инославных.
- Упразднение национальных автономий. Например, упразднение Юго-Осетинской АО в 1990 году привело к грузино-южноосетинскому конфликту 1991—1992 годов, а попытка упразднить Абхазскую АССР привела к вооруженным столкновениям 1992—1993 гг[6].

## Грузинизация Абхазии
На территории современной Абхазии, входившей в советское время в состав Грузинской ССР в качестве автономной республики — Абхазской АССР, — грузинское советское правительство проводило все вышеперечисленные методы грузинизации: от перевода абхазского алфавита на грузинскую графику (1937) до широкомасштабного переселения грузин в Абхазскую АССР из остальной Грузии.
В 1935 году были введены автомобильные номера той же серии, как и в остальной Грузии.
В 1936 году географические названия были видоизменены на грузинский лад. Так, а августе 1936 года Сухум был переименован в Сухуми.
В 1937 году на Абхазской областной конференции КП(б) Грузии было принято решение о переводе абхазской письменности с латиницы на грузинскую графическую основу (с 1954 года — на кириллическую основу). Абхазский язык вплоть до 1950 года был исключён из программы средней школы и заменён обязательным изучением грузинского языка, а всё делопроизводство было переведено на грузинский язык. Кроме того, абхазам запретили учиться в русских школах. При этом в Гальском районе Абхазской АССР грузинизация школьного образования проводилась с начала 1920 — начала 1930 годов: там было введено всеобщее начальное семиклассное образование на грузинском языке. Абхазский учёный-лингвист Арсений Хашба, позже репрессированный, в конце 1920-х годов писал: «Мегрелизация самурзаканских абхазов идёт таким темпом, что, вероятно, лет через десять-пятнадцать в Самурзакане не будет абхазского языка…». Заслуженный учитель Абхазии Михаил Эзугбая в 1991 году писал: «ассимиляция абхазов (как бы неприятно это слово не звучало) особенно усилилась после установления Советской власти… Приведу один факт: в 1935 году провели паспортизацию в нашем районе… Завершив работу и выдав паспорта, мы подвели итоги, в результате которых выявилось, что в нашем селе из граждан, получивших паспорта, абхазами записались 72 %. И, если не ошибаюсь, в целом по Гальскому району — 68-70 %…» [В 1939 году старые паспорта были заменены новыми и] «всех тех, кто в старых были записаны „абхазами“, в новых — записали „грузинами“…». Согласно же переписи 1926 года в Гальском уезде проживали 36,8 тысяч грузин и 12,9 абхазов (из которых 8,7 тысяч указали мегрельский родным языком).
В марте 1945 году бюро Абхазского обкома партии приняло постановление «О мероприятиях по улучшению качества учебно-воспитательной работы в школах Абхазской АССР» (утверждёно 12 июня 1945 года решением бюро ЦК КП ГССР), в соответствии с которым абхазская школа ликвидировалась, а обучение переводилось на грузинский язык.
В результате «реформирования» абхазских школ, абхазские педагоги и даже технический персонал, из-за незнания ими чужого для
них грузинского языка, были уволены с работы. Их места заняли грузины, переселенные из Грузии. Кроме того, в целях подготовки дополнительных педагогических кадров с нового 1945—1946 учебного года, в Сухуме, Гагре, Гудауте, Очамчыре и Гале были открыты
грузинские педагогические училища. Большинство студентов этих
вновь открытых учебных заведений составляла молодежь из контингента грузинских переселенцев .

ПО ГУДАУТСКОМУ РАЙОНУ

4. АНКВАБ Николай Мустафович

Будучи а/с националистически настроенный и встретив враждебно введение обучения в школах на грузинском языке, он, в сентябре месяце 1945 года составил и послал на имя Пред. Президиума Верховного Совета СССР т. Калинина, провокационное письмо следующего содержания:

«Прошу Вас разъяснить, почему абхазцы из Абхазской АССР не имеют права поступать в русскую школу, тогда как абхазцы школьного возраста, большинство говорят свободно на русском языке и знают русский алфавит, а о грузинском языке не имеют понятия. В этом новом учебном году абхазцев не принимают в русскую школу, а принимают их только в грузинскую школу, где все преподавание будет протекать на грузинском языке».
— Абхазский архив. XX век. Выпуск 1 / Сост. С.З. Лакоба, Ю.Д. Анчабадзе. М., 2002: Раздел 1: 2. Справка на антисоветско, буржуазно-националистически настроенных лиц из среды абхазской национальности. 11 декабря 1945 г.
В феврале 1947 года научные сотрудники Абхазского научно-исследовательского института краеведения Г. А. Дзидзария, К. С. Шакрыл и Б. В. Шинкуба направили в ЦК ВКП(б) письмо с требованием остановить репрессивную политику грузинизации, в том числе в сфере школьного образования. Это письмо 1947 года рассматривается как единственная в те годы попытка открытого противостояния ассимиляторским тенденциям в Абхазии.
В 1917—1918 годах в Грузии была самопровозглашена автокефальной отделившаяся от Русской православной церкви Грузинская православная церковь, которая выделила на территории Абхазии Цхум-Абхазскую епархию с назначением епископами грузин. При этом большевики к 1924 году закрыли все монастыри Сухумской епархии и большинство приходов абхазов и к концу 1930-х годов не осталось ни одного священника-абхаза. В 1943 году РПЦ декларативно признала автокефалию ГПЦ и закрепленную за ней Цхум-Абхазскую епархию; богослужение велось на грузинском языке вплоть до 1980-х годов. Лишь в 1989—1990 годах в Абхазии вновь появились священники-абхазы: первым из них в 1989 году стал Аплиаа Виссарион (житель царского села Лыхны Гудаутского района).

8. ГУЛИЯ Дмитрий Иосифович

1874 г.р., урож.с. Варча, Гульрипшского р-на, б/ парт., поэт, проживает по ул. Берия, № 37.

К. р. буржуазно-националистически настроенный элемент. В весьма осторожной форме ведет к. р. националистическую агитацию, придавая этому форму «научно-исторического характера», проявляет недовольство введением обучения грузинского языка и заменой абхазского буквенного шрифта составленного им и Мачавариани на грузинские буквенные знаки.

…

17. БГАЖБА Хухут Соломонович

1914 г.р., урож. с. Гупи Очемчирского р-на, член ВКП(б), абхазец, работает ст.научным работником АбНИИ, прож. в г. Сухуми, ул. Могилевская, 22.

А.с. националистически настроенный элемент. В весьма осторожной форме высказывает недовольство по поводу закрытия абхазских школ и введения обучения на грузинском языке.

…

25 января 1946 г.
— Абхазский архив. XX век. Выпуск 1 / Сост. С.З. Лакоба, Ю.Д. Анчабадзе. М., 2002: Раздел 1: 3. Список к.р. националистически настроенных лиц из числа абхазцев, проходящих по агентурным материалам.

### Переселенческая политика
Формировалась миграция грузин на территорию Абхазии. Во времена Российской империи после мухаджирства (вынужденной массовой эмиграции абхазов в Турцию), опустевшие абхазские земли c 1860—1880-х годов стали заселяться грузинами, прежде всего мегрелами, а также армянами, греками, эстонцами, болгарами, немцами и другими, что привело к росту доли грузин (мегрелов) в 1897 году в Сухумском округе с 6 % в 1887 году до 24 % к 1897 году (численно с 4 тыс. до 26 тыс. чел. при этом 16,5 тысяч из них указали, что они являются выходцами из остальной Кутаисской губернии, 284 — из Тифлисской губернии), а также к уменьшению доли абхазов (с самурзаканцами) с 86 % до 55 % соответственно при неизменении их численности около 59 тыс. чел. В годы Грузинской демократической республики начала 1920-х годов политика заселения Абхазии продолжилась министерством земледелия Грузии и переселенческим отделом при комиссариате Абхазии во главе с Месхи. Численность грузин (включая мегрелов и сванов) к 1926 году выросла до 67,5 тыс. (34 %), в том числе мегрелов 41 тыс. чел., при этом численность абхазов сократилась к 1926 году до 56 тыс. чел., а их доля — до 28 %.
В начале XX века сваны впервые заселили Кодорское ущелье на северо-востоке современной Абхазии: по данным 1906 года их там ещё не было зафиксировано, по данным 1911 года в ущелье уже проживали 257 сванов, в 1923 году их как грузин зафиксировали в количестве 1534 чел., по данным переписи 1926 года на данной территории проживали 1699 человек, из которых 1663 чел. (97,9 %) указали сванский в качестве родного языка.
В годы СССР целенаправленное массовое переселение крестьян из Западной Грузии в Абхазскую АССР началось в 1937 году по личной инициативе Лаврентия Берии и осуществлялось поначалу наркомземом ГССР. Только с 1939 года после соответствующего постановления ЦК ВКП(б) и Совнаркома СССР от 27 мая 1939 года руководство переселением перешло к Переселенческому управлению при СНК СССР и его местным подразделениям (трестам) Грузпереселенстрою и Абхазпереселенстрою. В 1937—1954 годы переселение осуществлялось путём подселения в абхазские сёла, а также заселения грузинами греческих сёл, освободившихся после депортации греков из Абхазии в 1949 году.
Переселялись в основном малоземельные крестьяне из внутренних областей Западной Грузии, подчас целыми сёлами, в результате чего к 1950-1990-м годам значительную часть населения Абхазии составляли грузины; доля абхазов сравнительно с началом XX века сильно сократилась с 55,3 % в 1897 году в Сухумском округе и 27,8 % в 1926 году в АССР до 18,0 % к 1939 году и до 15,1 % к 1959 году; в 1989 она составила 17,8 % от всего населения АССР. При этом численность абхазов за 1897—1926 годы сократилась с 58,7 тыс. до 55,9 тыс., к 1939 году увеличилась лишь до 56,2 тыс., к 1959 году — только до 61,2 тыс. чел., после чего рост стабилизировался и привёл к показателю в 93,3 тыс. чел. абхазов в 1989 году. В свою очередь доля грузин (включая мегрелов и сванов) выросла с 24,4 % в 1897 году в Сухумском округе и 29,5 % в 1939 году в АССР до 39,1 % в 1959 году и до 45,7 % в 1989 году. При этом численность грузин (с мегрелами и сванами) выросла с 67,5 тыс. чел. в 1926 году и 92 тыс. в 1939 году до 158 тыс. к 1959 году и до 240 тыс. к 1989 году.
Главной целью переселенческой политики ГССР 1930—1950-х годов была демографическая колонизация Абхазии и ассимиляция абхазов, а на первом этапе необходимо было произвести аккультурацию Абхазии, введение её в грузинское этнокультурное и политическое пространство. Официальная цель переселенчества в печати того времени обозначалась следующим образом: «Сейчас в Абхазскую АССР из малоземельных районов переселяются лучшие ударники социалистических полей Грузии, переселяются новые люди, стремящиеся на новом месте дать наибольшую пользу социалистической Родине… С радостью и любовью встречает местное население переселенцев сейчас, встречает своих братьев по классу, крепя великую сталинскую дружбу народов. Приезд переселенцев сейчас — это большой праздник для трудящихся Советской Абхазии».
Основными районами вселения грузин в 1937—1953 годы были Гудаутский и Очамчирский районы с преимущественно абхазским большинством, а также смешанный и приграничный с РСФСР Гагрский район. Доля грузинского населения в этих трёх районах до этого периода была невелика, а в Гудаутском районе было к тому моменту лишь одно грузинское (мегрельское) поселение — Псырдзха Мингрельская (основано в начале XX века) в районе селения Псырдзха в преимущественно армянском по населению Псырцхском сельсовете.
Абхазский исследователь Т. А. Ачугба писал, что «переселенческие поселения вначале локализовались на прибрежной полосе, то есть на территориях важных как в экономическом, так и в военном отношении, вдоль автомобильных и железнодорожных магистралей, у въезда и выезда из городов и районных центров». После депортации греков из Абхазии в 1949 году началась вторая волна переселения в освободившиеся сёла. Официальными основаниями нового этапа переселенческой политики объяснялись нехваткой трудовых ресурсов, необходимых для увеличения посевов пшеницы и других зерновых культур. Если в 1939 году в Гудаутском районе в сельской местности было 1757 греков (5,9 %), то в 1959 году их осталось 211 чел. (0,6 %), после чего освободился значительный территориальный и жилищный фонд для вселения грузин в районе и по всей Абхазской АССР.
В 1939 году в Гудаутском районе, на побережье Чёрного моря, в устье рек Хыпсы (Хыпста) и Мчиш, южнее автодороги Гудаута — Гагры, к северо-западу от райцентра, начало заселяться поселение Ахалсопели — в последующем единственное в Гудаутском районе с грузинским большинством. После его разрастания в 1942 году за счёт частей Звандрипшского, Лыхненского и Мгудзырхвского сельсоветов был образован отдельный Ахал-Сопельский сельский Совет, также ставший в районе единственным с большинством грузин (на две трети из грузин это рачинцы и на треть это мегрелы, что делало это крупнейшей рачинской сельской общиной за пределами Рачи). В других селениях Гудаутского района грузинские крестьяне были подселены к численно преобладающему абхазскому населению, хотя согласно плану сельскохозяйственного переселения на 1953—1955 годы, в Звандрипше должны были возникнуть 2 грузинских посёлка, в каждом из которых было бы расселено по 50 хозяйств, но это не было реализовано. Крупнейшим сельсоветом (не считая Ахали-Сопельского) с подселёнными грузинами (преимущественно сванами) стал Отхарский сельсовет, где к 1973 году грузин было 22 % (487 чел. из 2243 жит.), к 1989 году — 34,8 % (715 чел. из 2059 жит.). В целом если в 1939 году в Гудаутском районе в сельской местности было 560 грузин (1,9 %), то в 1959 году их стало 4098 чел. (11,1 %), около половины из числа которых приходилось на Ахал-Сопельский сельсовет (где грузины составляли 74,0 % из 2992 жителей по переписи 1989 года).

### Топонимы
В 1936 году географические названия в Абхазской АССР были видоизменены на грузинский лад. Например, Постановлением ЦИК СССР от 16 августа 1936 года Сухум был переименован в Сухуми, Ткварчелы в Ткварчели и Очамчиры в Очемчири.
Также в последующем были переименованы следующие топонимы: р. Хипста — Тетри-Цкаро; р. Арзапи — Техури; п. Новый Афон или Псирцха — Ахали Афони; с. Михельрипш — Салхино; с. Эшери — Земо-Эшери; с. Атара — Земо-Атара; с. Анухва — Земо-Анухва и Квемо-Анухва; ущелье Бзипта — Бзипис — Хеви; р. Бзыбь — Бзиби; с. Лыхны — Лихни; с. Бармиш — Бармиши; с. Бамбора — Бамбори; с. Тамыш — Тамыши; с. Калдахвара — Калдахвари; с. Мцара — Мцари; с. Аацы — Ааци т. д. Менялись абхазские названия улиц, кинотеатров и др.
В сентябре 1943 года Владимировский сельсовет Гульрипшского района был переименован в Кодорский сельсовет, а с. Владимировка — в с. Кодори. В декабре 1943 года в Сухумском районе были переименованы: с. Бешкардаш в с. Мтис-Убани (Бешкардашский сельсовет в Мтис-Убанский сельсовет); с. Екатериновка в с. Келасури (Екатериновский сельсовет в Келасурский сельсовет); с. Михайловка в с. Шрома (Михайловский сельсовет в Шромский сельсовет). В 1944 году в Гагринском районе были переименованы село Ермоловск в село Леселидзе (Сальменский сельсовет в Леселидзевский сельсовет). В августе 1948 года было переименовано 4 села в Очамчирском районе, 21 в Гульрипшском, 11 в Сухумском, 6 в Гудаутском (включая посёлок Новый Афон в Ахали-Афони), 19 в Гагрском. Также были упразднены и объединены под новыми названиями более 40 сёл.
Президиум Верховного Совета Абхазской Автономной Советской Социалистической Республики постановляет:
1. Переименовать следующие сельские Советы и села Абхазской АССР
I.  По Очамчирскому району
1. Село Асар-Рымва Атаро-Армянского сельского Совета — в село Меоре-Атара, а Атаро-Армянский сельский Совет — в Меоре-Атарский сельский Совет с центром в селении Меоре-Атара.
2. Село Набжоу Атаро-Абхазского сельского Совета — в село Атара, а Атаро-Абхазский сельский Совет — в Атарский сельский Совет
3. Село Наа-Армянское Меоре-Атарского сельского Совета — в село Наа.
4. Село Кырклук Меоре-Атарского сельского Совета — в село Оторонджия.

II.  По Гульрипшскому району
1. Село Сулли Азантского сельского Совета — в село Кирнати.
2. Село Нижний Фундуклук Азантского сельского Совета в село Квемо Тхиловани.
3. Село Верхний Фундуклук Азантского сельского Совета — в село Земо Тхиловани.
4. Село Эстонка Кодорского сельского Совета — в село Багнашени.
5. Село Аслянгяр Хевского сельского Совета — в село Мтиани.
6. Село Красницкое Хевского сельского Совета — в село Цацхвнари.
7. Село Большой  Краевич Хевского сельского Совета — в село Шуамта.
8. Село Дандаут Хевского сельского Совета — в село Какливни.
9. Село Чемберг Латского сельского Совета — в село Кадари.
10. Село Хизаруха Латского сельского Совета — в село Недзона.
11. Село Верхняя Бебутовка Латского сельского Совета — в село Зенобани.
12. Село Нижняя Бебутовка Латского сельского Совета — в село Квенобани.
13. Село Николаевка  Ганахлебского сельского Совета — в село Чала.
14. Село Наа-Армянское   Ганахлебского  сельского   Совета —   в село Наа.
15. Село Полтаво-Грузинское Октомберского сельского Совета — в село Марани.
16. Село  Полтаво-Келасури Октомберского  сельского  Совета — в село Келасури.
17. Село  Нижняя  Лемоа  Цебельдинского сельского  Совета — в село Квемо Цкаро.
18. Село Замайское Цебельдинского сельского Совета — в  село Маиси.
19. Село  Малый   Краевич   Цебельдинского  сельского   Совета — в село Ципловани.
20. Село Богаз Цебельдинского сельского Совета — в село Вели.
21. Село  Каваклук   Цебельдинского  сельского  Совета — в  село Очандаре.

III.  По Сухумскому району
1. Красно-Беслетский сельский Совет — Беслетский сельский Совет, с центром в селении Абжаква.
2. Село   Дерекей    Ахалшенского    сельского    Совета — в    село Мтискалта.
3. Село Репер Ахалшенского сельского Совета — в село Сатаве.
4. Село  Кестанелук  Ахалшенского  сельского  Совета — в   село Очубуре.
5. Село  Чевизлук   Мтисубанского   сельского   Совета — в   село Тбети.
6. Село  Абазадаг   Мтисубанского   сельского   Совета — в   село Квалони.
7. Село Семенли   Мтисуданского   сельского   Совета — в   село Цкургили.
8. Село Маринское Келасурского сельского Совета — в село Лекухоне.
9. Село Хабюк Шромского сельского Совета — в село Зегани.
10. Село Циперанто Шромского сельского  Совета — в  село  Чегола.
11. Село Цугуровка Тависуплебского сельского Совета — в село Горана.
12. Село Астеровка  Шромского сельского  Совета — в село Амзара.

IV.  По Гудаутскому району
1. Село Каваклук—в  село Агараки,  а  Каваклукский   сельский Совет — в Агаракский сельский Совет, с центром в селении Агараки.
2. Анухва-Армянский сельский Совет— в Меоре-Анухвский сельский Совет, с центром в селении Меоре-Анухва.
3. Поселок  Псырцха — в  поселок Ахали Афони,   а  Псирцхский поселковый Совет — в Афонский поселковый Совет.
4. Село Ладариа-Рхабла Абгархукского сельского Совета — село Абгархук.
5. Село Чобанлук Меоре-Анухвского сельского Совета — в село Саджоге.
6. Село  Третий  завод  Меоре-Анухвского сельского Совета — в село Гогирдцхали.
7. Село Калмут  Меоре-Анухвского сельского Совета — в   село Бамбуковани.

V.  По Гагрскому району
1. Село Абгарборта — в село Бзипи, а Калдахварский сельский Совет — в Бзипский сельский Совет, с центром в селении Бзипи.
2. Село Казарма Михельрипшского сельского Совета — в село Салхино, а Михельрипшский сельский Совет — в Салхинойский сельский Совет.
3. Село Мехадыр — в село Накадули, а. Мехадырский сельский Совет — в Накадульский сельский Совет, с центром в селении Накадули.
4. Село Троицкое   Салхинойского   сельского   Совета — в    село Чанчкери.
5. Село Шуриновка Салхинойского сельского Совета в село Цоднискари.
6. Село Демерченц Салхинойского сельского Совета — в село Пооусхеви.
7. Село Рогожино Накадульского сельского Совета — в село Вашловани.
8. Село Евдокимовка Накадульского сельского Совета — в село Зегани.
9. Село Восемсотское Накадульского сельского Совета — в село Мухнари.
10. Село Отлук Накадульского сельского Совета — в село Клдиани.
11. Село Бароново Гантиадского сельского Совета — в село Цалкоти.
12. Село Ермоловка Гантиадского сельского Совета — в   село Хейвани.
13. Село Земо-Ковалевское Багнарского сельского Совета—   в село Вели.
14. Село Манаклук Багнарского сельского Совета — в село Клдекари.
15. Село  Ковалевское  Хашупоского   сельского  Совета — в   село Ваке.
16. Село Отрадное  Колхидского сельского Совета — в село Сихарули.
17. Село   Армянское   Ущелье   Колхидского   сельского   Совета — в село Земохеви.
18. Село Хутор Ахалгагрского сельского Совета — в село Даба.
19. Село Армянское Ущелье Бзипского сельского Совета — в село Ипнари.

2. Объединить, как слившиеся, следующие сёла Абхазской АССР:
I.  По Гальскому району
1. Села Меоре Квемо-Цхири и Пирвели Квемо Цхири Цхирского сельского Совета — в село Цхири.

II. По Гульрипшскому району
1. Села Яикинлук и Ивтерлук Азантского сельского Совета село Гориани.
2. Села Иваново-Алексеевка, Орду, Кучук Стамбул и Нахаловка Гульрипшского сельского Совета — в село Парнаути.
3. Села  Чин,  Чал   и   Бал   Хевского  сельского  Совета — в   село Джампали.
4. Села   Видебары,   Алановка   и   Техи   Ганахлебского   сельского Совета — в село Техи.
5. Села Базар, Хачтур  и Мегреловка  Цебельдинского сельского Совета — в село Цебельда.
6. Села Верхняя Лемса и Средняя Лемса Цебельдинского сельского Совета — в село Земо-Цкаро.
7. Села Коминтерновское и Кесяновка Цебельдинского сельского Совета — в село Мзисеули.

III.  По Сухумскому району
1. Села Арка Махале,  Цхара,  Шубара  и Хетина Алалшенского сельского Совета — в село Имерцкали.

IV. По Гудаутскому району
1. Села Нижний Абгара и Верхний Абгара Дурипшского сельского Совета — в село Абгара.
2. Села Нижний Тванаа-Рху и Верхний Тванаа-Рху Дурипшского сельского Совета — в село Твана.
3. Села Артинуста, Кочканяновка, Папасцескюх и Хачтур Мцарс-кого сельского Совета — в село Шуамта.
4. Села Санапцацкюх и Атнапцацкюх Мцарского сельского Совета — в село Квемо-Мцара.
5. Села Центральное, Комсомольское и Красное Псирцсхского сельского Совета — в село Псирцха.
6. Села Менгрельское и Греческое Псирцхского сельского Совета — в село Цитрусовани.
7. Села Октябрьское и Советское Псирцхского сельского Совета — в село Октомбери.

V.  По Гагрскому району
1. Села: Дерекей и Гашинтак Салхинойского сельского Совета в село Цаблиани.

3. Вопрос внести в Президиум Верховного Совета Грузинской ССР на утверждение.
Председатель Президиума Верховного Совета Абхазской АССР
Осн.: ЦГАА, ф. 201, д.  108. лл. 7—12.
В августе 1950 года были переименованы некоторые остановочные пункты Закавказской железной дороги в Абхазской АССР, например платформу Гагра Курортная — в платформу Курорти Гагра; платформу Гагра пассажирская — в платформу Церетели, станцию Бзыбь — в станцию Бзипи; разъезд Звандрипш — в разъезд Шавцкала; платформу Белая Речка — в платформу Тетрцкала; разъезд Приморский — в разъезд Санапиро; платформу Цитрусовая — в платформу Наринджовани; платформу Дача — в платформу Агараки и т. д.
В августе 1950 года также были переименованы ряд населённых пунктов: 3 села в Гагрском районе, 12 в Гудаутском, 1 в Сухумском, 12 в Очамчирском районе, 10 в Гальском.
Президиум Верховного Совета Абхазской АССР постановляет:
1. Переименовать нижеследующие села Абхазской АССР:
а) по Гагрскому району
1. село Алпури Ахал-Гагрского сельсовета — в село Ахал-Гагра;
2. село Рапица Лдзаанского сельсовета — в село Лдзаани;
3. село Сакартвелос Хеоба Колхидского сельсовета — в село Колхида.

б) по Гудаутскому району
1. село Бакланови Аацийского сельсовета — в село Ааци;
2. село Мидара Ачандарского сельсовета — в село Ачандара;
3. село Агвавера Блабурхвского сельсовета в село Блабурхва;
4. село Худаара Джирхвского сельсовета — в село Джирхва;
5. село Таркилаархабла Дурипшского сельсовета — в село Дурииши
6. село Арашаху Звандрипшского сельсовета — в село Звандрипши;
7. село Агца Земо-Анухвского сельсовета — в село Земо Анухва;
8. село Джапхуни Калдахварского сельсовета — в село Калдахвара;
9. село Шуамта Мцарского сельсовета — в село Мцара;
10. село Дзагрипши Отхарского сельсовета — в село Отхара;
11. село Атваху Хопского сельсовета — в село Хопи;
12. село Бамбора Лыхнийского сельсовета — в село Лихни.

в) по Сухумскому району
1. село Пишта Земо-Эшерского сельсовета — в село Земо Эшера;

г) по Очамчирскому району
1. село Ешкити Гупского сельсовета — в село Гупи;
2. село Кетевани Кочарского сельсовета — в село Кочара;
3. село Цкархмули Отапского сельсовета — в село Отапи;
4. село Меоре Копити Пирвель-Бедийского сельсовета — в село Пирвели Бедия;
5. село Пирвели Копити Пирвель-Бедийского сельсовета — в село Копити;
6. село Агууаа Поквешского сельсовета — в село Поквеши;
7. село Абгигдара Ткварчельского сельсовета — в село Ткварчели;
8. село Агууаа Тхинского сельсовета — в село Тхина;
9. село Лаганиаа-рху Члоуского сельсовета — в село Члоу.
10. село Гуп-Агу Арасадзихского сельсовета — в село Арасадзихи;
11. село Арасадзихи Арасадзихского сельсовета — в село Пирвели Арасадзихи;
12. село Аракичи Агаракского сельсовета — в село Земо Агараки.

д) по Гальскому району
1. село Диди Ципури Дихазургского сельсовета — в село Дихазурга;
2. село Санардо Меоре-Бедийского сельсовета — в село Меоре Бедия;
3. село Сашарангис Мухурского сельсовета — в село Мухури;
4. село Габари Цабакевского сельсовета — в село Набакеви;
5. село Самквари Пирвель-Гальского сельсовета — в село Пирвели Гали;
6. село Даурчкала Саберийского сельсовета — в село Саберио;
7. село Чандари Сидского сельсовета — в село Сида;
8. село Шуаубани Тагилонского сельсовета — в село Тагилони;
9. село Наламу Чубурхинджского сельсовета — в село Чубурхинджи;
10. село Арадуква Чхортольского сельсовета — в село Чхортоли.

2. Вопрос внести в Президиум Верховного Совета Грузинской ССР на утверждение.
Осн.: ЦГАА, ф. 201, н.  1, д.  120, лл.  16—17; д.  131, лл. 39—44.
В письме абхазского поэта Д. И. Гулиа Председателю Президиума Верховного Совета Союза СССР К. Е. Ворошилову отмечается: «Без всякой пользы для дела в Абхазии были переименованы города, населенные пункты, села. Например, город Сухум был переименован на Сухуми, Новый Афон или Псырцха на Ахали Афони, древнее село Ткварчал на Вардисубани. Русские названия сел, исторически сложившиеся, Ермоловка, Андреевка, Владимировка и др. переименованы на названия, непонятные для коренного населения».
В письме Председателя Президиума Верховного Совета Абхазской АССР А. М. Чочуа и Секретаря Президиума Верховного Совета Абхазской АССР М. Хашба от 16 декабря 1953 года Председателю Президиума Верховного Совета Грузинской ССР М. Д. Чубинидзе говорится о том, что в период 1948—1951 годов было произведено массовое переименование 122 населённых пунктов, 24 сельских Советов и 1 посёлкового совета, причём, зачастую без достаточного изучения местных условий и надобностей, что приводило к грубым искажениям, создавало неудобство и справедливые нарекания населения, в том числе из-за того, что грузинское название на языке большинства местного населения означало оскорбление.
| Абхазские наименования | Грузинские наименования |
| ---------------------- | ----------------------- |
| Сухум                  | Сухуми                  |
| Очамчира               | Очамчири                |
| Гал                    | Гали                    |
| Кутол                  | Кутоли                  |
| Чабурхиндж             | Чабурхинджи             |
| Гульрипш               | Гульрипши               |
| Ткварчал               | Ткварчели               |
| Моква                  | Мокви                   |
| Баргеб                 | Баргеби                 |
| Келасур                | Келасури                |
| Илор                   | Илори                   |

В конце 1953—1955 годах некоторым населённым пунктам Абхазской АССР (с преимущественно негрузинским населением к этому времени) были возвращены прежние русские и абхазские названия, например произошло обратное видоизменение названий:
- по Гагрскому району: с. Сихарули (Колхидского сельсовета) — с. Отрадное; с. Бичвинта (Лидзавского сельсовета) — с. Пицунда; с. Лдзаани — с. Лидзава (Лдзаанский сельсовет — Лидзавский сельсовет); с. Сакартвелос Хеоба (Колхидского сельсовета) — с. Грузинское Ущелье; с. Щадревани (Колхидского сельсовета) — с. Фонтанка; с. Альпури (Колхидского сельсовета) — с. Альпийское; с. Гагрис Хеоба (Колхидского сельсовета) — с. Гаграпста; с. Каклиани (Каклианский сельсовет) — с. Орехово (Холоднореченский сельсовет); с. Цивицкаро (Каклианский сельсовет) — с. Холодная Речка (Холоднореченский сельсовет); с. Бзиписхеви (Бзипского сельсовета) — с. Бзыпта.
- по Гудаутскому району: посёлок Ахали Афони — посёлок Новый Афон (Ахали-Афонский поселковый Совет — Ново-Афонский поселковый Совет); с. Бзисхеви Анухвского сельсовета — с. Армянское Ущелье; с. Меоре Анухва Анухвского сельсовета — с. Анухва Армянская; с. Твана Дурипшского сельсовета — с. Тванаарху; с. Земо-Мцара (Мцарского сельсовета) — Верхняя Мцара; с. Квемо-Мцара (Мцарского сельсовета) — Нижняя Мцара.
- по Сухумскому району: с. Жирцкали Ахалшенского сельсовета — с. Адзыбжара; с. Имерцкали Ахалшенского сельсовета — с. Шубара; с. Шукура Гумистинского сельсовета — с. Маяк; с. Земо-Эшера — с. Верхняя Эшера (Земо-Эшерский сельсовет — Верхне-Эшерский сельсовет); с. Земо-Яштхва Тависуплебского сельсовета — с. Верхняя Яштхва; с. Квемо-Яштхва Тависуплебского сельсовета — с. Нижняя Яштхва.
- по Гульрипшскому району: с. Кодори — с. Владимировка (Кодорский сельсовет — Владимирский сельсовет); с. Багнашени (Кодорского сельсовета) — с. Эстонка.
- по Очамчирскому району: с. Агараки — с. Дача (Аракичского сельсовета); с. Меоре Арасадзихи — с. Второй Арасадзихи (Арасадзихского сельсовета); с. Земо-Бедия — с. Второй Копит (Агу-Бедийского сельсовета); Пирвели Копити — с. Первый Копит (Агу-Бедийского сельсовета); с. Меоре Атара (Меоре-Атарского сельсовета) — с. Атара Армянское; сёла Земо Река и Квемо Река (Рекского сельсовета) — одно село Река; с. Земо Апианча — с. Верхняя Апианча (Октомберского сельсовета); с. Квемо Апианча — с. Нижняя Апианча (Октомберского сельсовета); с. Вардисубани — с. Атишаду (позже Атышаду) как часть с. Ткварчели (Вардисубанский сельсовет — Ткварчельский сельсовет).

В ПРЕЗИДИУМ ЦК КПСС

Как известно, за период с 1937 года по 1953 годы в Абхазской АССР имели место грубейшие нарушения ленинской национальной политики, выражающиеся во всесторонней дискриминации Абхазского народа, с целью его насильственной ассимиляции. Вдохновителями и проводниками этих нарушений являлись заклятый враг партии и Советского народа Берия и его приспешники из бывших руководителей ЦК и Абхазобкома КП Грузии.
ЦК КПСС были резко осуждены все эти извращения национальной политики и приняты решительные меры к их исправлению.
Действительно, за последние три — три с половиной года в Абхазской АССР проведена значительная работа по осуществлению указаний ЦК КПСС. Однако работа по исправлению указанных нарушений и извращений ведется далеко не всегда решительно и последовательно. Порой даже предпринимаются попытки возродить элементы осужденной буржуазно-националистической политики, особенно в области идеологии. В этом отношении весьма характерным является искусственно поднятая за последнее время отдельными грузинскими шовинистами шумиха по вопросу этнической принадлежности абхазцев и об их автохтонности на территории Абхазии.

…

По вине бюро ЦК КП Грузии до сих пор не было закончено восстановление наименований населенных пунктов, рек, железнодорожных станций на территории АССР, которые с вражеской целью своевременно переименовали с абхазских и русских на грузинские наименования.
Иначе чем же можно объяснить, чем более шести месяцев представление об этом Абхазского обкома КП Грузии и Совета Министров АССР в ЦК Грузии лежало без разрешения. Неоднократно напоминалось ЦК партии об ускорении его решения по данному вопросу, но безрезультатно.

…

Мы считаем своим партийным долгом доложить об этих фактах Президиуму ЦК КПСС и просить соответствующего реагирования.
Председатель Совета Министров Абхазской АССР (А. Лабахуа)

СЕКРЕТАРЬ АБХАЗСКОГО ОБКОМА КП ГРУЗИИ (И. Тарба)

г. Сухуми 19 апреля 1957 года
— Абхазия: документы свидетельствуют (1937—1953) / Сост. Б.Е. Сагария, д. ист. н. (отв. ред.), Т.А. Ачугба, к. ист. н., В.М. Пачулия, к. ист. н. — Сухум: Алашара, 1992 — 566 с. — С. 556-562.

## Южная Осетия
Как и в Абхазской АССР, на территории современной Южной Осетии, входившей в состав Грузинской ССР в качестве Юго-Осетинской автономной области, в 1938 году был осуществлён перевод осетинской письменности на грузинскую графику. (При этом до 1924 года осетины официально пользовались кириллицей, а в 1924—1938 годах — латиницей) в том же году Северо-Осетинская АССР в составе соседней РСФСР была вновь переведена на кириллицу.
В 1954 году письменность для осетин Юго-Осетинской автономной области была переведена на кириллицу.